# フィロ・ホール
フィロ・ホール (英語: Philo Hall, 1865年12月31日 - 1938年10月7日)は、アメリカ合衆国の政治家、弁護士。所属政党は共和党。カナダ系アメリカ人2世。
四半世紀にわたってサウスダコタ州東部の法曹界で活躍し、州弁護士や州司法長官などを務めたほか、州上院議員(1期)や連邦下院議員(1期)として政界でも活躍した。

## 経歴・人物
1865年12月31日、フィロ・ホールはミネソタ州ワセカ郡ウィルトン村で生まれた。父フィロ・ホールは南北戦争で北軍として参加したカナダ系1世で、ウィルトンでホテルを経営していた。1883年に父が亡くなると、一家はダコタ準州のブルッキングズに移った。
スーフォールズのバプテスト・カレッジを卒業後、J・O・アンドリュース判事の下で法律を学び、1887年に弁護士資格を得て、ブルッキングスで開業した。ブルッキングズ郡検事、ブルッキングズ市検事を歴任し、1894年から1895年までブルッキングズ市長を務めた。
州上院議員や州司法長官を務めた後、1906年選挙で連邦下院議員に当選し、1期の任期を務めた。1908年選挙では再選を果たせず、弁護士活動を再開した。
1938年10月7日にブルッキングズで死去し、同地のグリーンウッド・セメタリーに埋葬された。

## 家族
1890年、ホールはメアリー・A・クックと結婚し、間に3人の子供をもうけた。